# La Chartreuse de Parme (opéra)
Pour les articles homonymes, voir La Chartreuse de Parme (homonymie).
La Chartreuse de Parme est un opéra en 4 actes et 11 tableaux d’Henri Sauguet sur un livret d’Armand Lunel, d’après l’œuvre éponyme de Stendhal, joué pour la première fois à l’Opéra de Paris en 1939 sous la direction de Philippe Gaubert.